# Amt Bockenem
Das Amt Bockenem war ein historischer Verwaltungsbezirk des Königreichs Hannover bzw. der preußischen Provinz Hannover.

## Geschichte
1174 erscheint die Burg Wohldenberg als Sitz des gleichnamigen Dynastengeschlechts (später Grafen von Wohldenberg). Ab 1275 im Besitz der Bischöfe von Hildesheim, entwickelte sie sich zum Zentrum des Amts Wohldenberg.
Daneben bildete sich um die seit 1357 bischöflich-hildesheimische Burg Wohldenstein das Amt Bilderlahe. Beide Ämter kamen 1524 nach der Hildesheimer Stiftsfehde an Braunschweig-Wolfenbüttel und wurden 1643 dem Hochstift Hildesheim zurückgegeben. Im Zuge der Säkularisation des Hochstifts fielen sie 1802 an Preußen und wurden aufgehoben.
1815 wurden die beiden Ämter restituiert. Das Amt Bilderlahe wurde 1815 um den Flecken Lamspringe erweitert und 1828 mit dem Amt Winzenburg vereinigt. 1836 wurde das neugebildete Amt Alfeld (Leine) hiervon abgetrennt. Bei der Gebietsreform von 1852 wurde aus der bisher amtsfreien Stadt Bockenem, der ehemaligen zweiten Amtsvogtei des Amts Wohldenberg und den Dörfern Klein Ilde und Wohlenhausen des Amts Bilderlahe das Amt Bockenem gebildet. 1854 wurden die Dörfer Groß Rhüden, Mechtshausen und Bilderlahe hinzugelegt. 1859 wurde das Amt Wohldenberg aufgehoben und mit dem Amt Bockenem vereinigt. Seit 1867 bildete das Amt Bockenem mit den Ämtern Liebenburg und Wöltingerode sowie der amtsfreien Stadt Goslar den (Steuer-)Kreis Liebenburg. 1885 ging es im neuen Kreis Marienburg auf.

## Gemeinden
Bei seiner Aufhebung (1885) gehörten dem Amt Bockenem folgende Gemeinden an:
| - Baddeckenstedt - Bilderlahe - Binder - Bockenem - Bönnien - Bültum - Dahlum - Derneburg - Grasdorf | - Groß Elbe - Groß Heere - Groß Ilde - Groß Rhüden - Gustedt - Hackenstedt - Hary - Heersum - Henneckenrode | - Holle - Klein Elbe - Klein Heere - Klein Ilde - Luttrum - Mechtshausen - Nette - Rhene - Sehlde | - Sillium - Söder - Sottrum - Störy - Upstedt - Wartjenstedt - Wehrstedt - Werder - Wohlenhausen |

- Karte mit allen verlinkten Seiten:
- OSM |
- WikiMap

## Amtmann
- 1853–1859: Ernst Eisendecher, Amtmann
- 1859–1865: Hans von Oeynhausen, Amtmann, ab 1863 Oberamtmann
- 1865–1880: Theodor Freiherr von Wrede, Amtmann
- 1881–1885: August Adolph Hilmar  von Dobbeler, Amtmann